# Filipe Teixeira
Filipe de Andrade Teixeira (* 2. Oktober 1980 in Paris) ist ein portugiesisch-französischer ehemaliger Fußballspieler.

## Karriere

### Verein
Teixeira kam 1998 in den Profikader des FC Felgueiras. Beim damaligen portugiesischen Drittligisten setzte er sich schnell durch und wurde Stammkraft. Nach drei Jahren entschied er sich zu einem Wechsel in die Ligue 2 nach Frankreich. Dort schloss er sich dem FC Istres an. Nach nur einer Saison sicherte sich der französische Hauptstadtklub Paris Saint-Germain die Dienste des Mittelfeldspielers. Allerdings schaffte Teixeira es nicht sich durchzusetzen und kam nur zu wenigen Einsätzen. Um mehr Spielpraxis zu bekommen, wurde er für die Spielzeit 2003/04 wieder nach Portugal zu União Leiria verliehen. Nach seiner Rückkehr versuchte er nochmals einen Anlauf bei Paris, wechselte dann aber im Sommer 2005 endgültig zurück ins Heimatland. Bei Académica Coimbra kam Teixeira regelmäßig zu Einsätzen und spielte zwei gute Jahre dort, ehe West Bromwich Albion auf ihn aufmerksam wurde. Am 17. Juli 2007 wurde der Wechsel zu den Engländern perfekt gemacht und Teixeira unterschrieb für drei Jahre. Bei Bromwich kam er gut zurecht und entwickelte sich zum Leistungsträger. Am Ende der Spielzeit stand der Aufstieg in die Premier League fest. Nachdem er im Frühjahr 2010 bereits an den Zweitligisten FC Barnsley ausgeliehen worden war, wechselte Teixeira im Sommer 2010 zu Metalurh Donezk in die ukrainische Premjer-Liha. Dort konnte er sich nicht durchsetzen und wurde in der Winterpause zum FC Brașov nach Rumänien ausgeliehen. Im Sommer 2011 schloss er sich dem Ligakonkurrenten Rapid Bukarest an. Mit Rapid zog er ins Pokalfinale 2012 ein, wo er Dinamo Bukarest mit 0:1 unterlag. Zu Beginn des Jahres wechselte er zu al-Shaab in die Vereinigten Arabischen Emirate, kehrte aber schon ein halbes Jahr später nach Rumänien zurück und heuerte beim amtierenden Pokalsieger Petrolul Ploiești an.
Nach zwei Jahren in Ploiești wechselte Teixeira im Sommer 2015 zu Ligakonkurrent Astra Giurgiu. Dort gewann er mit seiner Mannschaft die Meisterschaft 2016. Im Sommer 2017 wechselte er zum Ligakonkurrenten FCSB Bukarest. 2019 verließ er den Verein und beendete seine Karriere.

### Nationalmannschaft
Teixeira wurde mehrfach für die U-21-Auswahl Portugals berufen. Bei der U-21-Fußball-Europameisterschaft 2002 in der Schweiz wurde er nominiert. Allerdings schied die Mannschaft bereits nach der Vorrunde aus. Teixeira kam dabei in zwei von drei Spielen zum Einsatz, spielte aber nie die vollen 90 Minuten durch.

## Erfolge
- Rumänischer Meister: 2016
- Französischer Pokalsieger: 2004
- U-19-Europameister: 1999
- Gewinn der Football League Championship mit West Bromwich Albion: 2008